# You Give Good Love
You Give Good Love è il singolo di debutto della cantante statunitense Whitney Houston, scritto e prodotto per il suo album di debutto intitolato Whitney Houston. È stato pubblicato come secondo singolo dell'album nell'aprile del 1985, ma è stato il primo ad avere un positivo riscontro di pubblico, arrivando alla posizione numero 3 della Billboard Hot 100 lanciando la carriera della cantante.

## Tracce
1. You Give Good Love
2. You Give Good Love Extended Version
3. Someone For Me
4. Thinking About You